# Băleni (Dâmbovița)
Băleni es una comuna ubicada en el distrito de Dâmbovița, Rumania.

## Superficie
Posee una superficie de 61,07 kilómetros cuadrados.

## Demografía
Hasta 2021 la población era de 7734 habitantes, con una densidad de población de 126,6 habitantes por kilómetro cuadrado.